# Шолаји
Шолаји су насељено мјесто у општини Кнежево, Република Српска, БиХ. Према попису становништва из 1991. у насељу је живјело 586 становника.

## Географија
Налази се западно од мјеста Кнежево, у самом подножју планине Чемернице. Шолаји се налазе на 764 м надморске висине.

## Становништво
По посљедњем службеном попису становништва из 1991. године, насељено мјесто Шолаји имало је 586 становника.
| Националност       | 1991.        | 1981. | 1971. |
| Срби               | 585 (99,83%) |       |       |
| Хрвати             | 1 (0,17%)    |       |       |
| остали и непознато | 0            |       |       |
| Укупно             | 586          | '     | '     |

| Демографија- | Демографија- | Демографија- |
| Година       | Становника   | Становника   |
| ------------ | ------------ | ------------ |
| 1948.        | 1.571        |              |
| 1953.        | 0            |              |
| 1961.        | 521          |              |
| 1971.        | 649          |              |
| 1981.        | 681          |              |
| 1991.        | 582          |              |